# Diploperla duplicata
Diploperla duplicata är en bäcksländeart som först beskrevs av Banks 1920.  Diploperla duplicata ingår i släktet Diploperla och familjen rovbäcksländor. Inga underarter finns listade i Catalogue of Life.